# Windmotor De Meenthe
De Windmotor De Meenthe is een poldermolen nabij de Fries-Stellingwerfse plaats Wolvega, die in de Nederlandse gemeente Weststellingwerf ligt. De molen is een middelgrote niet-maalvaardige Amerikaanse windmotor, die een windrad heeft met een diameter van 3,5 meter. Hij staat nog geen kilometer ten zuiden van Wolvega in de buurt van het zandwinningsgebied De Meenthe. De windmotor verkeerde in 2008 in vervallen toestand. Hij kan tot op enkele meters worden benaderd.